# 田益国
田益国（1927年—），又名田章云，男，山东青岛人，中国舞蹈演员、编导，曾任中国舞蹈家协会常务理事。